# Никоман
Никоман (на македонска литературна норма: Никоман) е село в община Щип, Северна Македония.

## География
Никоман е селце разположено на 8 километра югоизточно от град Щип.

## История
В XIX век Никоман е едно от немногото изцяло български село в Щипска кааза на Османската империя. Според статистиката на Васил Кънчов („Македония. Етнография и статистика“) от 1900 година селото има 110 жители, всички българи християни.
Населението на селото е под върховенството на Българската екзархия. В статистиката на секретаря на екзархията Димитър Мишев от 1905 година („La Macédoine et sa Population Chrétienne“) Никоман (Nikoman) е посочено като село със 120 жители българи екзархисти.
При избухването на Балканската война в 1912 година 1 човек от Никоман е доброволец в Македоно-одринското опълчение. След Междусъюзническата война в 1913 година селото попада в Сърбия.
Според Димитър Гаджанов в 1916 година в Никоман живеят 39 турци и 100 българи.
По време на българското управление във Вардарска Македония в годините на Втората световна война, Тодор Д. Дуков от Щип е български кмет на Никоман от 10 септември 1943 година до 2 май 1944 година.

## Личности
Родени в Никоман
- Доне Митев, български революционер, четник на Дончо Ангелов в 1914 година[6]
- Иван Павлов (1884 – ?), македоно-одрински опълченец, 7 кумановска дружина[7]
- Коце Донев, български революционер от ВМОРО, четник на Никола Костов[8]